# Theresa Ferrara
Theresa Ferrara (1952 - 18 mai 1979) a fost o asociată italo-americană a familiei mafiote Lucchese care a devenit ulterior informatoare pentru FBI. Născută în zona FiveTowns din Long Island, New York, Ferrara era o rudă distantă a șefului familiei mafiote din New Orleans, Carlos Marcello. În tinerețe Ferrara s-a mutat din Long Island în Ozone Park, Queens pentru a-și începe o carieră ca model sau actriță. 
Pe 10 februarie 1979, Ferrara a primit un telefon de la salonul unde lucra fiind chemată la o întâlnire. Nu s-a mai întors niciodată de la aceasta iar pe 18 mai 1979, corpul dezmembrat i-a fost găsit plutind în apele din Barnegat Inlet lângă Tom's River, New Jersey. 